# Vatel (film)
Pour les articles homonymes, voir Vatel.
Pour plus de détails, voir Fiche technique et Distribution.
Vatel est un film franco-britannico-belge réalisé par Roland Joffé et sorti en 2000. Il raconte les efforts de François Vatel, maître d'hôtel de la maison de Condé, pour restaurer les bonnes grâces du roi Louis XIV sur son maître.
Le film est présenté en ouverture du festival de Cannes 2000.

## Synopsis
En avril 1671, François Vatel est l'intendant et le maître d'hôtel de Louis II de Bourbon-Condé, prince de la Maison de Condé. Ce dernier, vieillissant et ruiné, cherche à rentrer en grâce auprès du roi Louis XIV. Il désire obtenir le commandement d'une campagne militaire contre les Hollandais. Pour l'occasion, Condé remet la destinée de sa maison entre les mains de Vatel, lui confiant la lourde tâche d'orchestrer la réception de la cour en son château de Chantilly. Vatel fait la connaissance d'Anne de Montausier, ancienne maitresse du roi. Malgré leurs origines sociales très différentes, Vatel et Anne tombent amoureux.

## Fiche technique
Sauf indication contraire, les informations mentionnées dans cette section peuvent être confirmées par la base de données cinématographiques IMDb,  présente dans la section « Liens externes ».
- Titre original : Vatel
- Réalisation : Roland Joffé
- Scénario : Jeanne Labrune et Tom Stoppard
- Musique : Ennio Morricone
- Photographie : Robert Fraisse
- Montage : Noëlle Boisson
- Direction artistique : Louise Marzaroli
- Décors : Cecilia Montiel et Jean Rabasse
- Costumes : Yvonne Sassinot de Nesle
- Effets visuels numériques : La Maison
- Producteurs : Patrick Bordier, Alain Goldman, Roland Joffé, Timothy Burrill (coproducteur) et Catherine Morisse (productrice associée)
- Production : Légende Entreprises, Gaumont, Canal+, Nomad Films, TF1 Films Production et Timothy Burrill Productions
- Distribution : Gaumont Buena Vista International (France)
- Budget : 200 000 000 francs[2] ou 30 300 000 euros[3]
- Pays de production :  France,  Royaume-Uni et  Belgique
- Langue originale : anglais
- Format : couleurs - Dolby Digital
- Genre : drame historique
- Durée : 103 minutes
- Dates de sortie[4] :
  - France : mai 2000 (festival de Cannes)
  - Belgique, France : 10 mai 2000
- Classification[5] :
  - États-Unis : PG-13
  - France : tous publics

## Distribution
- Gérard Depardieu (VF : lui-même) : François Vatel
- Uma Thurman (VF : Odile Cohen) : Anne de Montausier
- Tim Roth (VF : Thibault de Montalembert) : Antonin Nompar de Caumont, marquis de Lauzun
- Timothy Spall (VF : Hervé Pierre) : Jean Hérault de Gourville
- Julian Glover (VF : Philippe Laudenbach) : Louis II de Bourbon-Condé, prince de Condé
- Julian Sands (VF : Samuel Labarthe) : Louis XIV
- Murray Lachlan Young (en) (VF : Laurent Natrella) : Philippe d'Orléans
- Hywel Bennett (VF : Philippe Magnan) : Jean-Baptiste Colbert
- Richard Griffiths (VF : Marc Dudicourt) : le docteur Pierre Michon Bourdelot
- Arielle Dombasle (VF : elle-même) : Claire-Clémence de Maillé-Brézé, princesse de Condé
- Marine Delterme (VF : Isabelle Mangini) : la marquise de Montespan
- Philippine Leroy-Beaulieu (VF : Muriel Mayette) : Anne-Geneviève de Bourbon-Condé, duchesse de Longueville
- Jérôme Pradon : le marquis d'Effiat
- Féodor Atkine (VF : lui-même) : Alcalet
- Nathalie Cerda : la reine Marie-Thérèse d'Autriche
- Émilie Ohana : la duchesse Louise de la Vallière
- Sébastien Davis : Demaury
- Natacha Koutchoumov : Louise, la servante d'Anne de Montausier
- James Thierrée : Henri II d'Orléans-Longueville, duc de Longueville
- Julie-Anne Roth : la servante
- Dominique Frot : la femme hystérique

## Production

### Tournage
Le tournage a lieu en France :
- château de Voisins (Yvelines)
- château de Maisons-Laffitte (Yvelines)
- château de Fontainebleau (Seine-et-Marne)
- château de Vaux-le-Vicomte (Seine-et-Marne)
- château de Champlâtreux[7] (Val-d'Oise)
- parc de Saint-Cloud (Hauts-de-Seine)
- potager du Dauphin (Hauts-de-Seine)
- galerie dorée de l'Hôtel de Toulouse (Paris)
- cour de l'hôtel Carnavalet (Paris)

La production n'a pas utilisé le véritable château de Chantilly dans l'Oise, les lieux ayant entre-temps trop changé.

## Accueil

### Critique
Le film reçoit des critiques partagées à sa sortie. Sur l'agrégateur américain Rotten Tomatoes, il récolte 31 % d'opinions favorables pour 32 critiques et une note moyenne de 4,6⁄10. Le consensus suivant résume les critiques compilées par le site : « Visuellement somptueux, mais peu engageant ». Sur Metacritic, il obtient une note moyenne de 44⁄100 pour 13 critiques.
En France, le film obtient une note moyenne de 3⁄5 sur le site Allociné, qui recense neuf titres de presse.

### Box-office
| Pays ou région    | Box-office      | Date d'arrêt du box-office | Nombre de semaines |
| ----------------- | --------------- | -------------------------- | ------------------ |
| États-Unis Canada | 51 080 $        | -                          | -                  |
| France            | 578 133 entrées |                            | -                  |
| Total mondial     | 3 364 896 $     | -                          | -                  |

Le film est un échec commercial et cause un déficit d'exploitation de 115 millions de frs pour Gaumont.

## Distinctions
- César des meilleurs décors en 2001